# JUSWANNA
JUSWANNA（ジャスワナ）は、日本のヒップホップユニット。
東京都大田区出身。2004年に結成され、2010年に活動休止。

## メンバー
- MEGA-G（メガジィー）：MC
- メシアTHEフライ（メシア・ザ・フライ）：MC
別名・MESS。2010年11月27日、S.L.A.C.K.とMIX CD『RESPECT MUSIC & CULTURE REPORT CASE 0 -MESS vs. S.L.A.C.K.-』を発売。同年12月15日、ソロ1stアルバム『メス - キング・オブ・ドープ-』を発売。
- DJ MUTA（ディージェイ・ムタ、1982年 - ）：DJ・ビートメイカー
熊本県出身。MSC所属のDJ琥珀は実兄。ULTIMATE MC BATTLEのバトル・ビートDJを数年間担当。「AKAI PROFESSIONAL PRESENTS SAMPLER BATTLE GOLDFINGER's KITCHEN 2010」で優勝。
2011年、D.LによるBUDDHA BRAND関連音源のミックスCD『D.L presents : Official Bootleg Mix-CD "ILLDWELLERS" g.k.a ILLMATIC BUDDHA MC'S Mixed by MUTA』のミックスを担当し[1]、ILLMATIC BUDDHA MC'SのバックDJを数回務める。同年、自主レーベル「MUSHINTAON RECORDS」を設立。2012年、CQによるオリジナル楽曲入りミックスCD『CQ PRESENTS mixed by DJ MUTA - NAUTILUS』のミックスを担当。2014年12月17日、ソロ1stアルバム『SPLASH』を発売[2]。

### 旧メンバー
- CAMEL
- DOMMON：DJ
千葉県出身。グループの初期メンバーであったが、最初に脱退。脱退後もMEGA-GのライブDJ、フリースタイルラップなどで活動に参加。

## 略歴
- 2004年、JUSWANNAを結成。当初のメンバーは、MEGA-G、メシアtheフライ、キャメルクラッチ、DOMMONだった。
- 2006年4月27日、I-DeA 『Da FRONT and BACK』や、MSC 『新宿 STREET LIFE』への客演参加を経て、Libra Record より、デビュー・ミニ・アルバム『湾岸 SEAWEED』を発売。 この頃には、結成メンバーであるCAMELとDOMMONが既に脱退していた。その後、影の司令塔となるDJ MUTAが加入。
- 2009年3月18日、1stフル・アルバム『BLACK BOX』を発売。
- 2009年8月23日、出演者を投票により決める「PEOPLE'S CHOICE」に選ばれ、B BOY PARK 2009に出演。
- 2010年5月3日、BLACK BOXツアーファイナルにて一時活動休止を宣言。
- 2010年12月22日、初のライブDVD『STILL UP IN SMOKE TOUR FINAL』を発売。

## ディスコグラフィー

### アルバム
- 『湾岸 SEAWEED』 （Libra Records）　（2006年4月27日）
- 『BLACK BOX』 （Libra Records）　（2009年3月18日）

### アナログ
- 『BLACK BOX LP』 （Libra Records）　（2010年11月8日）
  - CD版とはジャケット、内容ともに変更されている。250枚限定。

### DVD
- 『STILL UP IN SMOKE TOUR FINAL』 （Libra Record / Pヴァイン・レコード） （2010年12月22日）

### 参加楽曲
- 「Mad In Japan aka Bad Ninjaman feat. JUSWANNA」　I-DeA　『Da Front and Back』収録　（2006年1月11日）
- 「路上の灯 feat. JUSWANNA」　MSC　『新宿 STREET LIFE』収録　（2006年1月18日）
- 「暴言」　漢, PRIMAL, O2, メシアTHEフライ, MEGA-G, 太華, SHINGO☆西成, SATUSSY, ERONE. HIDA, 志人　（2006年8月11日）
- 「Scheme feat. JUSWANNA, SPERB」　DJ WATARAI & VIKN　『Bionic Boyz』収録　（2012年3月21日）